# Szepesgyörke
Szepesgyörke (lengyelül Jurgów, szlovákul Jurgov, németül Jurkau/Jörg) falu Lengyelország déli részén, a  Kis-lengyelországi vajdaságban. Jelenleg 900 lakosa van.

## Fekvése
A szlovák határtól 4,5 km-re, a Bialka-folyó partján, Szepesbéla és Nowy Targ között található.

## Történelem
A falut 1546-ban alapították. Lakosai főleg juh- és szarvasmarha tenyésztéssel foglalkoztak.
A 18. század végén Vályi András így ír róla: „JURGOV. Tót falu Szepes Várm. földes Ura B. Palotsai, és Horvát Uraságok, lakosai katolikusok, fekszik Ófaluhoz 1 1/2 mértföldnyire, fája van, legelője is, de határja sovány, kősziklás, hegyes.”
Fényes Elek 1851-ben kiadott geográfiai szótárában így ír a faluról: „Jurgov, tót falu, Szepes vmegyében, a Bialka mellett, Galliczia szélén: 653 kath., 5 zsidó lak. Hegyes, erdős határ. Paroch. templom. F. u. báró Palocsay Horváth. Ut. post. Késmárk.”
Szepesgyörke 1918-ig Magyarország területén volt, Szepes vármegye részeként, a Szepesófalui járásban.
Egy 30 éves per eredményeképpen 1866-ban az itteni birtokok java része a magyar Salomon család birtokába került, majd 1879-ben a porosz Hohenlohe herceg vásárolta meg azokat. 1918-ban a csehszlovák hadsereg elfoglalta Szepes vármegyét és innentől Szepesgyörke 1939-ig a csehszlovák-lengyel határvita egyik tárgyát képezte. A több mint húszéves vita után az önállósodó Szlovákia része lett, majd a második világháború végeztével a falut Lengyelországhoz csatolták.

## Látnivalók
- Szent Sebestyén templom: az 1670-es években épült, teljes egészében fából. A templomot kétszer kellett újjáépíteni, először 1811-ben majd 1869-ben. Belseje rokokó stílusú, faragott angyalok és szentek szobrai díszítik. A templomhoz 1881-ben kőből készült különálló harangtornyot építettek.
- Falubírói ház (Zagroda Sołtysów): az 1861-ben készült faház ma a zakopanei Tátra Múzeumhoz tartozik.
- A faluban látható egy vízenergiával működtetett fűrészmalom, ami a mai napig használatban van.

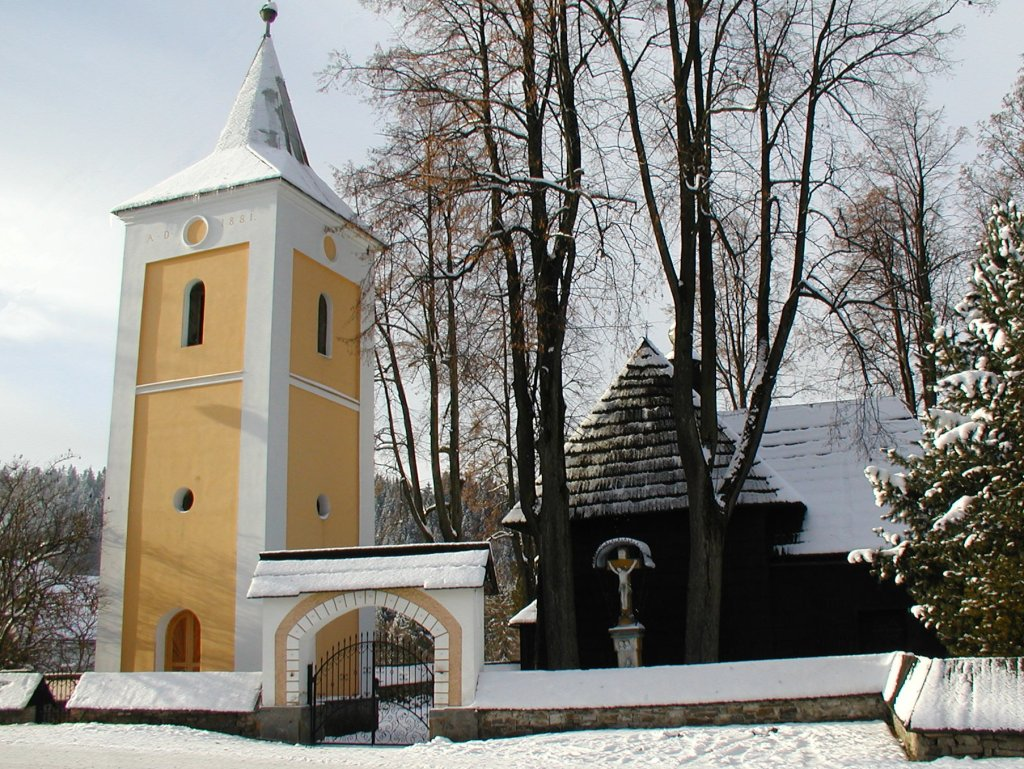
A Szent Sebestyén templom
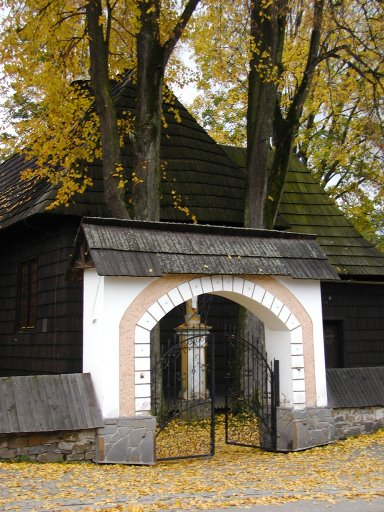
A fatemplom bejárata
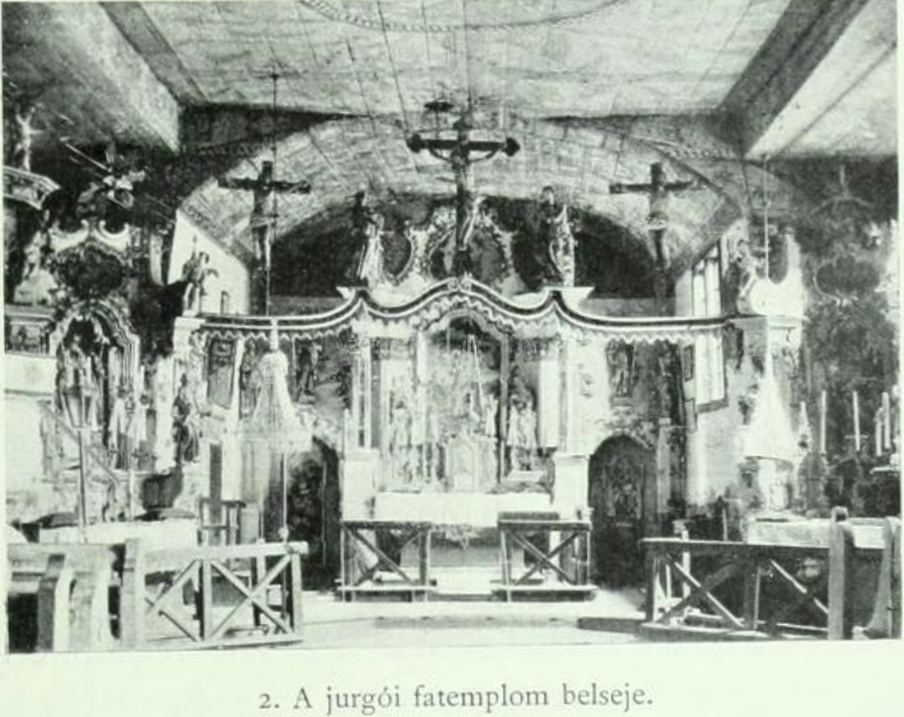
A fatemplom belseje (1905)

## Külső hivatkozások
- Szepesgyörke község hivatalos honlapja (lengyelül, angolul és szlovákul)